# Baruch Bendit Goitein
Baruch Bendit (též Benedikt) Goitein, někdy nesprávně Goetin (hebrejsky ברוך בנדיט גויטין‎, * kolem roku 1770 v Kojetíně, Morava - 16. listopadu 1839, Hőgyész, Uhersko) byl moravský rabín působící v Uhrách, který se stal předkem širokého rodu Goiteinů, z níž vzešlo mnoho rabínů a vědců. Baruch Goitein je též nazývan Kesef Nivchar po svém hlavním spise.

## Život
Baruch Goitein, jehož příjmení pochází od německého označení jeho rodného města moravského Kojetína (německy Kojetein), zde vyrůstal v německojazyčném prostředí, v rodině, která později náležela k v německému kulturnímu okruhu Uhrách. Studoval na ješivě u budapešťského vrchního rabína Mošeho Mintze (1750–1831).
Baruch Goitein byl jmenován rabínem v Hőgyeszsi, přesné datum však není známo. Bydlel ve skromném jednopatrovém domě, který stál přímo ve dvoře šulu (synagogy). Rabi Goitein byl halachickou autoritou pro velké části Tolenské župy v jižní části středního Maďarska.
V rabínském úřadě ho později vystřídal jeho syn Cvi Hirš Hermann Goitein (1805–1860), autor spisu Jedej Moše (1905), výkladu micvot. Ten měl čtyři syny a tři dcery.
Jeho druhý nejstarší syn Hirsche Hermanna, Elijahu Menachem Goitein (1837–1902), pokračoval ve stopách svého otce jako rabín v Hőgyész a vydal spis Rab Berachot.
Jeho syn Eduard Ezechiel Goitein (1864-1914) se stal okresním rabínem v Burgkunstadtu, a sepsal pojednání Princip odplaty v biblickém a talmudském trestním právu. Jeden z jeho synů byl orientalista Šlomo Dov (Fritz) Goitein (1900–1985). Eduardův bratr Hirsch Goitein (1863–1903) se stal rabínem v Kodani a byl autorem knihy Optimismus a pesimismus v židovské náboženské filozofii. Studie o léčbě Theodicey ve stejném až po Maimonida. Nakonec nejmladší bratr, Josef Solomon (Šlomo) Goitein (* 1880), vystřídal svého otce Elijahua Menachema ve čtvrté a poslední generaci jako rabín v Hőgyészi. V létě 1944 byl deportován do Osvětimi a tam zavražděn. 
Nejmladším synem Hirsche Hermanna Goiteina, a tedy vnukem Barucha Bendita Goiteina, byl Gábor Gedalja Goitein, rabín náboženské obce v Karlsruhe, otec Ráchel Goitein-Strausové a dědeček Ernsta Gabora Strause.

## Spisy (výběr)
Gioteinovým hlavním dílem je spis Kesef Nivchar publikovaný v letech 1827-1828. Jedná se o třísvazkovou metodologickou diskusi o 160 talmudických otázkách.
- Sefer Kesef Nivchar: kolel me'ah ṿe-shishim kelalim ha-nimtsa'im ba-Talmud uve-divre gedole rishonim ṿe-acharonim […]. M. I. Landau, Praha 1827–1828, 3 sv.